# Каланяс
Каланяс (на испански: Calañas) е населено място и община в Испания. Намира се в провинция Уелва, в състава на автономната област Андалусия. Общината влиза в състава на района (комарка) Андевало. Заема площ от 283 km². Населението му е 4284 души (по преброяване от 2010 г.). Разстоянието до административния център на провинцията е 64 km.

## Демография
| 1996 | 1998 | 1999 | 2000 | 2001 | 2002 | 2003 | 2004 | 2005 | 2006 |
| ---- | ---- | ---- | ---- | ---- | ---- | ---- | ---- | ---- | ---- |
| 4974 | 4928 | 4873 | 4725 | 4646 | 4619 | 4553 | 4534 | 4478 |      |